# Sybrand Witteveen
Sybrand Witteveen (Metslawier, 17 november 1823 - Makkinga, 8 juli 1893) was een Nederlands burgemeester.
Witteveen was een zoon van mr. Frederik Witteveen, notaris, en Jacoba Geertruida Talma. Hij studeerde rechten en werd rond 1850 gemeentesecretaris van de gemeente Oostdongeradeel. Hij was er later gemeenteraadslid en vanaf 1865 burgemeester. In 1873 trouwde hij in Beusichem met Carolina Janette Jacoba van der Veur (1846-1891).
Mr. Witteveen werd in 1877 burgemeester van Wymbritseradeel. In 1880 kreeg hij eervol ontslag, hij werd opgevolgd door Michiel Hylkes Tromp.